# デモンストレーション効果
デモンストレーション効果（デモンストレーションこうか、英: demonstration effect）は、個人や家庭の消費行動が、個人の所得水準だけでなく、他者の消費水準や消費行動に影響を受けて変化すること。また、発展途上国が先進国の消費傾向に影響されること。追随効果、デモ効果ともいう。

## 概要
アメリカの経済学者ジェームズ・デューゼンベリーは、著書『所得・貯蓄・消費者行為の理論』の中で、消費者が身近な他者の通常材の消費に影響を受けている、所謂、相互依存関係にあることに着目し、デモンストレーション効果の概念を示している。また、ジェームズ・デューゼンベリーは、消費水準は現在と過去の所得水準とデモンストレーション効果などで決定されるとし、その概念を「デモンストレーション効果」と呼んだとされている。

## 例

### 経済
また、開発経済学の視点から考えるに、台湾の産業政策においては、民間投資を促したデモンストレーション効果が最も重要だとする分析もある。

### 介護サービス
日本では、1961年に岩手県の沢内村でスタートした高齢者の医療者無償化が、東京都の自治体に波及していったことが、デモンストレーション効果の一つとされている。